# Dorothy B. Porter

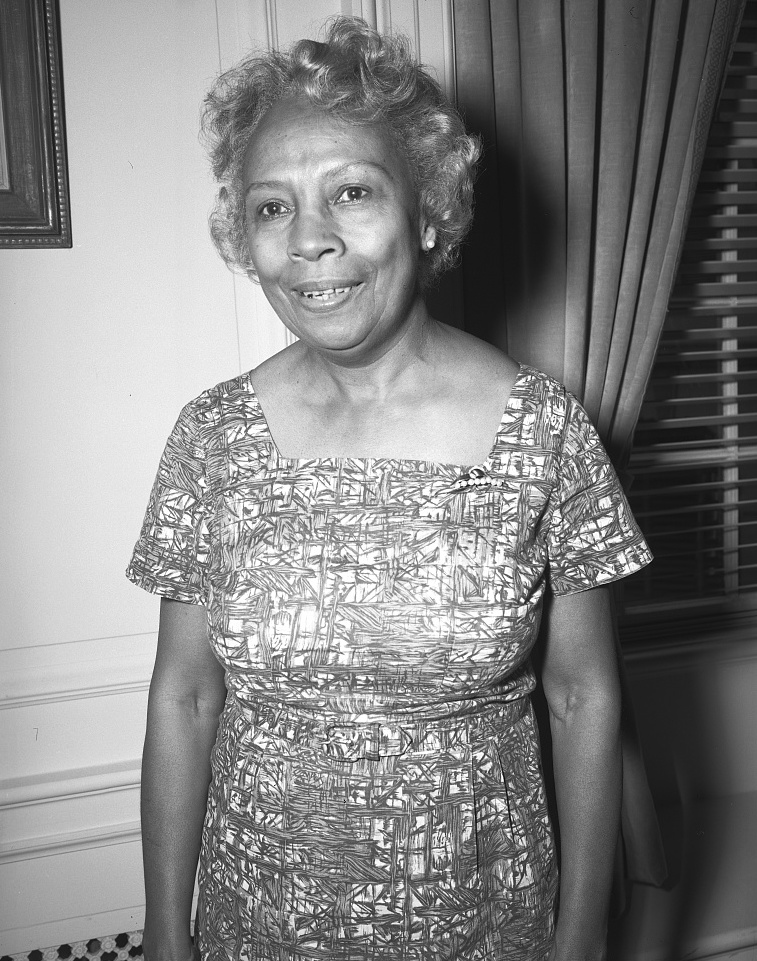
Dorothy B. Porter, 1970

Dorothy Louise Burnett Porter Wesley  (* 25. Mai 1905 in Warrenton, Virginia, USA; † 17. Dezember 1995 in Broward County, Florida, USA) war eine US-amerikanische Bibliothekarin, Bibliographin und Kuratorin. Während ihrer Dienstjahre an der Howard University verwandelte sie das Moorland-Spingarn Research Center in eine der weltweit größten Forschungssammlungen, die die Geschichte und Kultur der Völker afrikanischer Abstammung in der Neuen Welt dokumentiert. Sie veröffentlichte zahlreiche Bibliographien zur afroamerikanischen Geschichte.

## Leben und Werk
Porte wurde als erstes von vier Kindern als Dorothy Louise Burnett von Bertha Burnett und dem Arzt Hayes J. Burnett geboren. Nach dem Abschluss der High School besuchte sie 1923 die Minor Normal School in Washington, D.C. und studierte ab 1926 an der Howard University, wo sie 1928 einen Bachelor-Abschluss erwarb. Sie erhielt während ihres Studiums eine Stelle als Katalogisiererin an der Carnegie Library der Howard University. 1929 heiratete sie den Historiker und Künstler James A. Porter, mit dem sie eine Tochter bekam. Sie erhielt ein Stipendium, um ihr Studium an der Columbia University fortzusetzen, und erwarb 1931 den Bachelor of Science. 1932 erhielt sie als eine der ersten afroamerikanischen Frauen einen Master-Abschluss in Bibliothekswissenschaften an der School of Library Service der Columbia University.

## Moorland-Spingarn Research Center

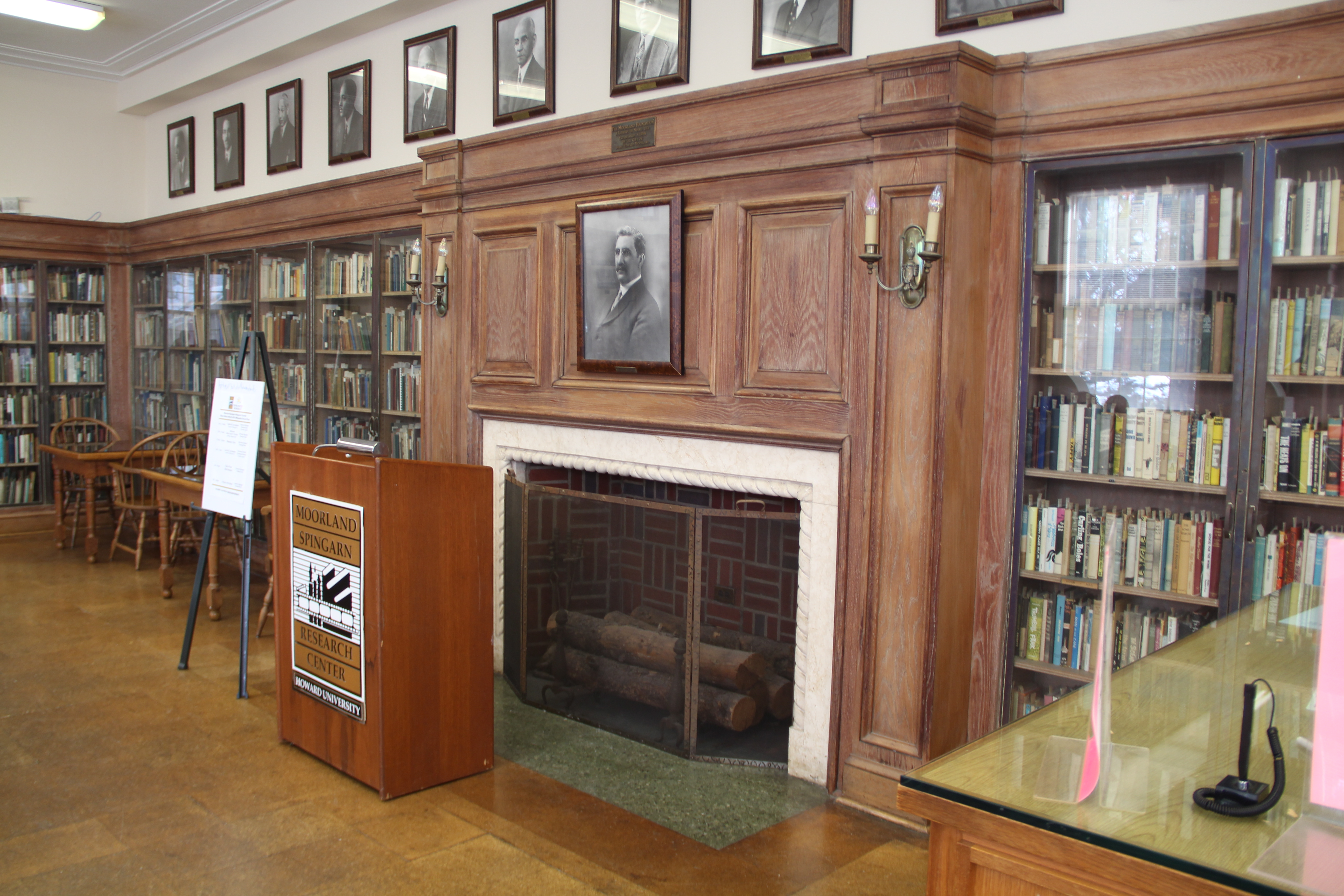
Howard University Black History Edit-a-Thon 2015 im Moorland-Spingarn Research Center

1931 wurde sie damit beauftragt, eine Sammlung in der Bibliothek der Howards University zu organisieren, die sich auf die afroamerikanische Geschichte konzentrierte. In den nächsten 40 Jahren war sie maßgeblich am Aufbau des heutigen Moorland-Spingarn Research Center an der Universität als einer der weltweit besten Sammlungen von Bibliotheksmaterialien für die Geschichte und Kultur der Völker afrikanischer Abstammung beteiligt.
Angesichts begrenzter Mittel, fehlender Mitarbeiter und institutioneller Unterstützung konzentrierten sich ihre anfänglichen Bemühungen auf eine Schenkung von Reverend Jesse Moorland, das seit 1914 weitgehend unbearbeitet war, sowie eine frühere Sammlung von Material gegen die Sklaverei, die der Abolitionist Lewis Tappan 1873 gespendet hatte. Aufgrund ihres begrenzten Budgets appellierte sie direkt an Verlage und Buchhändler, der Bibliothek bestimmte Bücher zu spenden. Sie baute ein weltweites Kontaktnetzwerk auf, das von den USA bis Brasilien, Mexiko und Europa reichte. Zu ihren Freunden und Kontakten gehörten Alain Locke, Rayford Logan, Dorothy Peterson, Langston Hughes und Amy Spingarn. Die Sammlung wurde international, mit Büchern und Dokumenten in vielen Sprachen und umfasst Musik und akademische Studien zur Linguistik sowie Literatur und Wissenschaft.
1946 sicherte sie sich die Spingarn Collection, die über 5000 Manuskripte, Bücher, Ephemera und Musik von afroamerikanischen Autoren umfasste. Bis zu ihrer Pensionierung 1973 war der anfängliche Bestand der Bibliothek auf mehr als 180.000 Objekte angewachsen und umfasste Fotografien, Zeitschriften, Zeitungen, mündliche Überlieferungen und Artefakte sowie Bücher. Darüber hinaus trug sie maßgeblich dazu bei, dass Gelehrte wie Edison Carneiro und Staatsmänner wie Kwame Nkrumah und Eric Eustace Williams die Universität besuchten, um das Interesse der Studentenschaft an ihrem afrikanischen Erbe zu steigern.
Burnett entwickelte ein neues Katalogisierungssystem für die wachsende Sammlung sowie Expertise zur Bewertung der Materialien. Frühere Bibliothekare hatten damit begonnen, ein für die Bibliotheksmaterialien geeignetes System zu entwickeln. Porter baute darauf auf, um Genre und Autoren hervorzuheben, anstatt die herkömmliche Dewey-Dezimalklassifikation zu verwenden.
Sie schrieb Artikel für das Journal of Negro History, das Journal of Negro Education und das Bulletin of Negro History. In dem Bemühen, die afroamerikanische Geschichte zugänglicher zu machen, verfasste sie auch zahlreiche Bibliographien. 1962 ging sie nach Nigeria und half mit finanzieller Unterstützung der Ford Foundation zwei Jahre lang beim Aufbau einer Nationalbibliothek.
1979 heiratete sie verwitwet den amerikanischen Historiker und Pädagogen Charles Wesley, der 1987 verstarb. Sie zog dann nach Fort Lauderdale, Florida, wo sie 1995 starb.

## Nachlass
Nach ihrem Tod 1995 wurde ihr Nachlass zum Verkauf angeboten, und Henry Louis Gates, Jr., Vorsitzender des Afro-American Studies Department der Harvard University, bemerkte ein seltenes 300-seitiges Manuskript aus den 1850er Jahren unter den angebotenen Objekten. Gates erkannte bald, dass das Manuskript sehr selten war. Es war der allererste Roman, der jemals von einer Afroamerikanerin, einer anonymen entflohenen Sklavin aus den Jahren 1855–1856, geschrieben wurde. 2002 veröffentlichte Gates das Mitte der 1850er Jahre unter einem Pseudonym geschriebene Werk The Bondwoman’s Narrative von Hannah Crafts. Das Manuskript befindet sich heute in der Beinecke Rare Book and Manuscript Library der Yale University.
2013 löste Gregg Hecimovich vom English Department der Winthrop University das Geheimnis von Hannah Crafts. Crafts war eigentlich Hannah Bond, eine Sklavin in North Carolina im Besitz von John Hill Wheeler, einem Politiker aus North Carolina, der 1855 zum Minister der Vereinigten Staaten in Nicaragua aufstieg. 1857 verkleidete sich Hannah Bond als Mann und entkam Wheelers Plantage, ging nach New York und ließ sich schließlich in New Jersey nieder und lebte als Schullehrerin.
Gates Kauf und die Entdeckung des ersten afroamerikanischen Frauenromans wären ohne den Einsatz der Bibliothekarin Dorothy Burnett Porter Wesley für das kulturelle Erbe nicht möglich gewesen. Das Manuskript, welches Porter für 85 US-Dollar erwarb, gilt heute als unbezahlbarer Fund und als unschätzbarer Beitrag zum Erbe der afroamerikanischen Autorenschaft.

## Ehrungen
- 1971: Ehrendoktorwürde, Susquehanna University
- 1990: Ehrendoktorwürde, Radcliffe College
- Ehrendoktorwürde, Syracuse University
- 1973: Einweihung des Dorothy B. Porter Room in der Founders Library, Howard University
- 1988–1989: Ernennung zum Ford Foundation Visiting Fellow am WEB DuBois Institute for Afro-American Research an der Harvard University
- 1989: Olaudah Equiano Award of Excellence, University of Utah
- 1990: Trailbiazer Award, Black Caucus der American Library Assn. (ALA)
- 1994: Charles Frankel Award, National Endowment for the Humanities
- 1980: Einrichtung des Conover-Porter Award des Africana Librarians Council der African Studies Association zu Ehren von zwei Pionieren der Afrikastudien-Bibliographie, Helen F. Conover von der Library of Congress und Dorothy B. Porter

## Veröffentlichungen (Auswahl)
- A Library on the Negro. The American Scholar, Vol. 7, No. 1, S. 115–117, 1938.
- A Library on the Negro. The Journal of Negro Education, Vol. 10, No. 2, S. 264–266, 1941.
- mit Arthur Alfonso Schomburg: North American Negro Poets, A Bibliographical Checklist of Their Writings, 1760–1944. Hattiesburg, Miss: Book farm, 1945.
- Early Negro Writing, 1760–1837. Beacon Press, 1971. ISBN 978-0-8070-5452-9.
- Bibliography and Research in Afro-American Scholarship. Journal of Academic Librarianship. Vol. 2, No. 2, S. 77–81, 1976.
- Afro-Braziliana: A Working Bibliography. 1978.
- mit William Cooper Nell, Constance Porter Uzelac: William Cooper Nell, Nineteenth-Century African American Abolitionist, Historian, Integrationist: Selected Writings from 1832–1874. Baltimore, MD: Black Classic Press, 2002, ISBN 978-1-57478-019-2.